# Titularbistum Cissa
Cissa ist ein Titularbistum der römisch-katholischen Kirche.
Es geht zurück auf einen antiken Bischofssitz in der gleichnamigen Stadt, die sich im heutigen Kroatien befand. Es ist nicht ganz klar, wo genau: Entweder bei Rovinj an der Westküste Istriens, oder bei Novalja im Norden der Insel Pag. Das Bistum Cissa war dem Patriarchat von Aquileja als Suffraganbistum unterstellt.
| Titularbischöfe von Cissa |                                                          |                                                         |                   |                    |
| Nr.                       | Name                                                     | Amt                                                     | von               | bis                |
| 1                         | Anastasio Hurtado y Robles                               | emeritierter Bischof von Tepic (Mexiko)                 | 13. Juli 1970     | 31. Dezember 1970  |
| 2                         | Erich Kräutler CPPS                                      | Prälat von Xingu (Brasilien)                            | 26. April 1971    | 26. Mai 1978       |
| 3                         | Alan Basil de Lastic                                     | Weihbischof in Calcutta (Indien)                        | 9. April 1979     | 2. Juli 1984       |
| 4                         | Leo Nowak                                                | Apostolischer Administrator von Magdeburg (Deutschland) | 12. Februar 1990  | 27. Juni 1994      |
| 5                         | Gilles Côté SMM                                          | Weihbischof in Daru-Kiunga (Papua-Neuguinea)            | 3. Februar 1995   | 2. Januar 1995     |
| 6                         | András Veres                                             | Weihbischof in Eger (Ungarn)                            | 5. November 1999  | 20. Juni 2006      |
| 7                         | Gianfranco Gardin OFMConv Titularerzbischof pro hac vice | Kurienerzbischof                                        | 10. Juli 2006     | 1. November 2007   |
| 8                         | James Douglas Conley                                     | Weihbischof in Denver (USA)                             | 10. April 2008    | 14. September 2012 |
| 9                         | Gonzalo Alonso Calzada Guerrero                          | Weihbischof in Antequera (Mexiko)                       | 20. November 2012 | 20. Oktober 2018   |
| 10                        | Ante Jozić Titularerzbischof pro hac vice                | Apostolischer Nuntius                                   | 2. Februar 2019   |                    |